# Duke Johnson
Duke Johnson es un director de cine estadounidense especializado en animación stop-motion. Actualmente trabaja como director para la productora de Dino Stamatopoulos, Starburns Industries.

## Biografía
Se graduó en la Tisch School of the Arts de la Universidad de Nueva York, donde estudió un semestre estudiando animación en Praga. Después de licenciarse, trabajó de camarero en Nueva York antes de trasladarse a Los Ángeles, donde obtuvo el Máster en Bellas Artes en el AFI Conservatory en 2006. En AFI, dirigió como estudiante su corto Marrying God, con el que ganó diversos premios como mejor estudiante y mejor corto.
Johnson fue nominado a los Annie Award en 2011 y 2012 por dirigir un episodio de stop-motion en las series Mary Shelley's Frankenhole y Community. En 2016, fue nominado al Óscar a la mejor película de animación de la 88.os Premios de la Academia por su codirección en la película de stop-motion Anomalisa con Charlie Kaufman.

## Filmografía
- Marrying God (2006) (corto)
- 'Moral Orel - episodio "Help" (2008) (Serie TV)
- 'Community - episodio "Abed's Uncontrollable Christmas" (2010) (Serie TV)
- 'Mary Shelley's Frankenhole (2010-2012) (Serie TV)
- 'Beforel Orel: Trust (2012) (Serie TV)
- Anomalisa (2015) codirigdo con Charlie Kaufman

## Premios y distinciones
Premios Óscar
| Año  | Categoría              | Película  | Resultado |
| ---- | ---------------------- | --------- | --------- |
| 2016 | Mejor película animada | Anomalisa | Nominado  |

Festival Internacional de Cine de Venecia
| Año  | Categoría                              | Película  | Resultado |
| ---- | -------------------------------------- | --------- | --------- |
| 2015 | León de Plata                          | Anomalisa | Ganador   |
| 2015 | Festival de cine futuro Premio Digital | Anomalisa | Ganador   |